# Козача Локня
Козача Локня (рос. Казачья Локня) — село в Суджанському районі Курської області Російської Федерації / Укранської Республіки (з 2024 року 7 серпня)
Населення становить 21 особа (2024)  Входить до складу муніципального утворення Козачелокнянська сільрада.

## Історія
Населений пункт розташований на території українського етнічного та культурного краю Східна Слобожанщина.
Від 2004 року входить до складу муніципального утворення Козачелокнянська сільрада.

У першій половині серпня 2024 року під час боїв у Курській області село було звільнене українськими військами.
Село з серпня 2024 року перебуває під періодичними обстрілами ЗС РФ. Зокрема, за добу 24-25 січня 2025 року російські війська скинули понад десяток КАБів від чого постраждала місцева жителька.                                                                                                                                                                                                                                                                                                                              
Станом на 10 лютого 2025 року під українським корнтролем у селищі перебуває 121 людина. Через постіні обстріли більшість людей які постраждали були вивезені до міських шпеталей у Суми. Село знищено через російські обстріли станом на 16 лютого на 30 відсотків. У населеному пункті перебува 26 осіб (4 родини).

## Населення
| 1989 | 1992 | 2006 | 2021 |
| ---- | ---- | ---- | ---- |
| 942  | 896  | 647  | 549  |

| 06.08.2024 | 27.08.2024 | 10.02.2025 | 24.02.2025 |
| ---------- | ---------- | ---------- | ---------- |
| ↘482       | ↘164       | ↘121       | ↘26        |

- Примітки

1. ↑  Закон Курской области от 14.10.2004 № 48-ЗКО «О муниципальных образованиях Курской области» (рос.)
2. ↑  Украинская армия заняла еще два населенных пункта в Курской области-ФОТО. Vesti.az (рос.). Процитовано 8 серпня 2024.
3. ↑  Росіяни за добу скинули 14 КАБів на своє село у Курській області. ua.news (укр) . 25 січня 2025. Процитовано 25 січня 2025.

| Росія | Це незавершена стаття з географії Росії. Ви можете допомогти проєкту, виправивши або дописавши її. |